# Parathyma jadera
Parathyma jadera är en fjärilsart som beskrevs av D'orbigny 1861. Parathyma jadera ingår i släktet Parathyma och familjen praktfjärilar. Inga underarter finns listade i Catalogue of Life.